# 罗伯托·蒙松
罗伯托·蒙松（西班牙語：Roberto Monzón，1978年3月30日—），古巴男子摔跤运动员。他曾代表古巴参加2004年和2008年夏季奥林匹克运动会摔跤比赛，其中2004年奥运会获得一枚银牌。